# Premio letterario Giuseppe Tomasi di Lampedusa

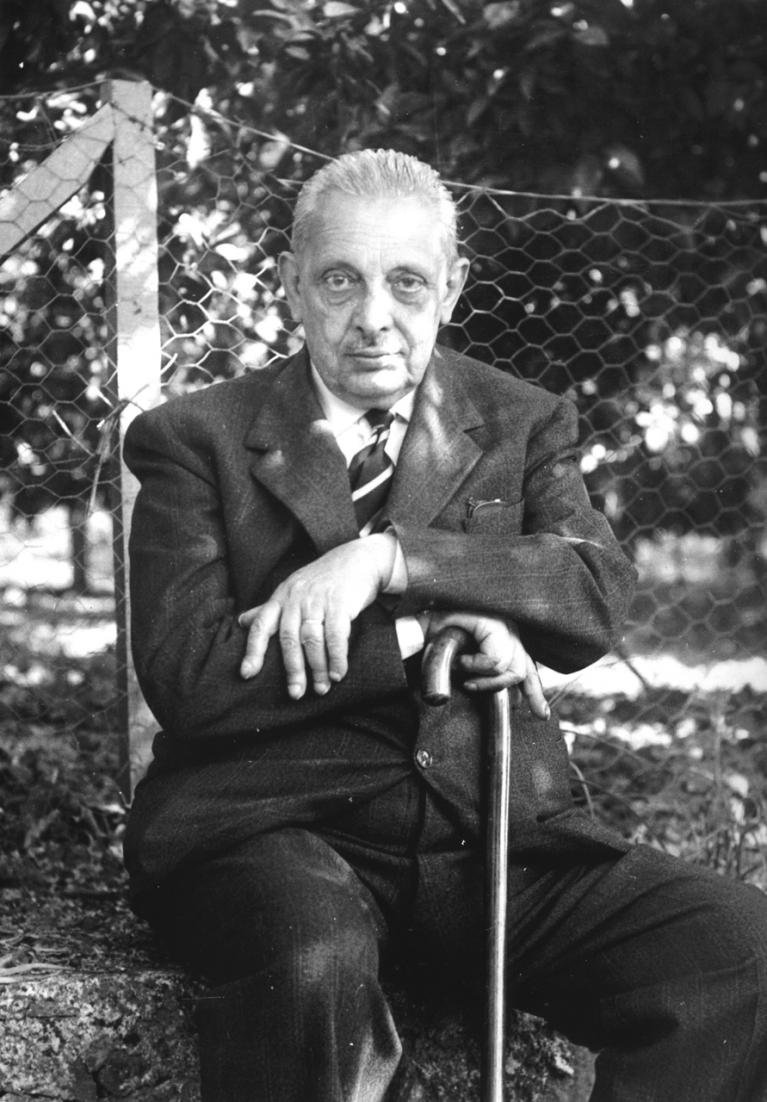
Giuseppe Tomasi di Lampedusa

Il Premio letterario internazionale Giuseppe Tomasi di Lampedusa si svolge annualmente a Santa Margherita di Belìce - terra del Gattopardo, in provincia di Agrigento; prende il nome dallo scrittore siciliano Giuseppe Tomasi di Lampedusa (1896-1957), autore del celebre romanzo Il Gattopardo (1958).
Il Premio ha lo scopo di cogliere nella produzione letteraria i temi della pace e della convivenza dei popoli. Il messaggio etico-politico è palese in ogni edizione; a dimostrazione di ciò lo sono i giurati e premiati, che sottolineano l'intreccio tra diverse culture. 
La cerimonia di consegna del Premio si svolge ogni anno nella prima settimana di agosto, in Piazza Matteotti a Santa Margherita di Belìce. Ospiti di un certo calibro artistico e culturale hanno impreziosito il premio nel corso degli anni: nel 2004, ad esempio, la madrina del Premio è stata l'attrice Claudia Cardinale (la memorabile Angelica Sedara de Il Gattopardo di Luchino Visconti); nel 2006 l'ospite d'onore è stato il compositore Nicola Piovani, e poi ancora personaggi come Giuseppe Tornatore, Enzo Garinei, Luca Zingaretti, Michele Placido, Katia Ricciarelli, Sebastiano Somma, Mario Biondi, Gianfranco Jannuzzo, Fiorella Mannoia, Luigi Lo Cascio, Franco Battiato, Ron, Raf,  Leo Gullotta, Lando Buzzanca, Giancarlo Giannini, Noemi, Angelo Branduardi, Francesco Scianna, Ornella Muti, Fausto Leali, Federico Zampaglione, l'Orchestra Sinfonica Siciliana, Lucia Sardo, Alessio Vassallo e la Women Orchestra. 
Il Premio letterario è stato presentato per diverse edizioni dalla giornalista Rosanna Cancellieri, nel 2015 e nel 2016 da Serena Autieri, nel 2017 da Daniela Poggi, nel 2018 e nel 2019  dall'attrice Roberta Giarrusso e dal giornalista Nino Graziano Luca, nel 2023 da Adriana Volpe e da Salvo Sottile, nel 2024 da Nino Graziano Luca e Licia Raimondi. 

## La giuria
La giuria del Premio è stata presieduta dal professore Gioacchino Lanza Tomasi, figlio adottivo di Giuseppe Tomasi di Lampedusa, e composta da docenti di letteratura italiana come Salvatore Silvano Nigro, Giorgio Ficara, Mercedes Monmany de La Torre e Salvatore Ferlita. Nelle edizioni precedenti, ha fatto parte della giuria la poetessa Maria Luisa Spaziani, scomparsa il 30 giugno 2014. Dopo la morte di Gioacchino Lanza Tomasi nel 2023, la presidenza della giuria è stata conferita al professore Salvatore Silvano Nigro ed è entrato a far parte della giuria il figlio di Gioacchino, Giuseppe Lanza Tomasi, che nel 2024 viene nominato Direttore Scientifico. A partire dall'ottobre 2022, la Presidenza dell'Istituzione Tomasi di Lampedusa è stata affidata a Deborah Ciaccio che manterrà la carica fino al febbraio 2024, data in cui verrà nominata Assessore al Turismo, Spettacolo e Promozione Territoriale e pertanto la carica di Presidente dell'Istituzione tornerà al Sindaco Gaspare Viola. Nel 2023 la direzione scientifica è stata affidata Bernardo Campo e la direzione artistica ad Antonella Ferrara, che nel 2024 verranno succeduti rispettivamente da Giuseppe Lanza Tomasi e Nino Luca Graziano.

## Scrittori premiati
Il premio per gli scrittori è stato conferito dal 2003:
- 2003 - Abraham Yehoshua per La sposa liberata
- 2004 - Tahar Ben Jelloun per Amori stregati
- 2005 - Claudio Magris per Alla cieca
- 2006 - Anita Desai per Fuoco sulla montagna
- 2008 - Edoardo Sanguineti per Smorfie
- 2009 - Kazuo Ishiguro per Notturni
- 2010 - Francesco Orlando per La doppia seduzione
- 2011 - Valeria Parrella per Quale amore
- 2012 - Amos Oz per Il monte del cattivo consiglio
- 2013 - Mario Vargas Llosa per Il sogno del Celta
- 2014 - Javier Marìas per Gli innamoramenti
- 2015 - Fleur Jaeggy per Sono il fratello di XX
- 2016 - Emmanuel Carrère per Il Regno[3]
- 2017 - Orhan Pamuk per La donna dai capelli rossi
- 2018 - Fernando Aramburu per Patria
- 2019 - Carlo Ginzburg per Nondimanco[4]
- 2020 - Guzel' Jachina per Zuleika apre gli occhi[5]
- 2021 e 2022 - non assegnato a causa della pandemia di COVID-19
- 2023 - Francesco Piccolo per La bella confusione[6]
- 2024 - Pierre Michon per Vite minuscole[7]
- 2025 - Alberto Anile e Maria Gabriella Giannice per Operazione Gattopardo. Come Visconti trasformò un romanzo di "destra" in un successo di "sinistra"

## Premia latere
- 2024 - Antonio La Torre Giordano per Il Gattopardo. I sessant'anni del film tra arte, media e società[8]